# Брайникл
Брайникл (англ. brinicle, от brine — рапа и icicle — сосулька; ice stalactite) — специфическая форма морского льда, образующаяся при столкновении потока слабосолёной (3—5 ‰) ледяной воды с более солёной океанской. Подводный аналог сталактита.
Брайниклы известны с 1960-х годов, но впервые задокументировать их удалось только в 2011 году во время съёмок компанией Би-би-си цикла передач «Замёрзшая планета» (англ. Frozen Planet).

## Особенности
Брайникл представляет собой ледяную трубку, которая растёт в направлении дна, начинаясь под слоем морского льда. Внутри находится очень холодная и очень солёная вода, которую брайникл «высасывает» из толщи морского льда, находящегося над ним. В начале своего существования брайникл очень хрупкий, а его стенки очень тонкие, однако постоянный поток холодного рассола поддерживает его разрастание и не даёт расплавиться от контакта с менее холодной водой вокруг его каналов.
При благоприятных условиях этот солёный сталактит может достичь океанского дна. Для этого, кроме постоянного поступления экстрасолёной и очень холодной воды нужно, чтобы:
- окружающая вода была гораздо менее солёной, чем рапа,
- глубина была небольшой,
- ледяной покров был стабильным,
- скорость течений была низкой.

В случае большой солёности океанской воды вокруг брайникла её температура замерзания будет слишком низкой, чтобы сформировать достаточное для брайникла количество льда. Если же брайникл формируется над большой глубиной, то он сломается под собственным весом.
Когда брайникл достигает дна, он продолжает расти, поскольку вода вокруг начинает замерзать. Поскольку брайникл растёт вниз, то лёд распространяется по склонами на дне, и процесс прекращается лишь тогда, когда доходит до низшей точки шельфа. Если на пути льда попадутся живые организмы, даже достаточно крупные представители макробентоса, они попадут в ловушку и могут погибнуть.

## Формирование
При замерзании солёной воды соли с трудом встраиваются в кристаллическую решётку льда и по большей части остаются в растворе. Поэтому лёд из морской воды менее солёный, чем вода, из которой он возник. В результате морской лёд очень пористый, похожий на губку, и этим довольно сильно отличается от твёрдого льда, образующегося из пресной воды.
По мере того, как морская вода замерзает и соль вытесняется из кристаллической решётки чистого льда, вода вокруг становится более солёной. Это понижает температуру замерзания и повышает её плотность. Низкая температура замерзания означает, что окружающая вода не сразу становится льдом, а более высокая плотность означает, что она начинает тонуть. Так в кризисе возникают крошечные туннели, так называемые «каналы рапы» (англ. brine channels), а экстрасолёная переохлаждённая вода тонет в холодной чистой воде. Если каналы распределены относительно равномерно, то ледяная сосулька растёт вниз также равномерно. А как только этот переохлаждённый рассол достигает слоя морской воды под льдом, это приводит к образованию дополнительного льда.